# Scleria vichadensis
Scleria vichadensis là loài thực vật có hoa trong họ Cói. Loài này được F.J.Herm. miêu tả khoa học đầu tiên năm 1948.